# Пауер (Монтана)
Пауер (англ. Power) — переписна місцевість (CDP) в США, в окрузі Тетон штату Монтана. Населення — 177 осіб (2020).

## Географія
Пауер розташований за координатами 47°43′17″ пн. ш. 111°42′1″ зх. д. / 47.72139° пн. ш. 111.70028° зх. д. (47.721288, -111.700325).  За даними Бюро перепису населення США в 2010 році переписна місцевість мала площу 3,90 км², з яких 3,88 км² — суходіл та 0,02 км² — водойми.

## Демографія
Згідно з переписом 2010 року, у переписній місцевості мешкало 179 осіб у 67 домогосподарствах у складі 51 родини. Густота населення становила 46 осіб/км².  Було 71 помешкання (18/км²).
Расовий склад населення:
| - 95,5 % — білих - 1,7 % — корінних американців |

До двох чи більше рас належало 2,8 %. Частка іспаномовних становила 0,0 % від усіх жителів.
За віковим діапазоном населення розподілялося таким чином: 31,8 % — особи молодші 18 років, 48,6 % — особи у віці 18—64 років, 19,6 % — особи у віці 65 років та старші. Медіана віку мешканця становила 42,6 року. На 100 осіб жіночої статі у переписній місцевості припадало 121,0 чоловіків;  на 100 жінок у віці від 18 років та старших — 96,8 чоловіків також старших 18 років.
Середній дохід на одне домашнє господарство  становив 68 650 доларів США (медіана — 59 286), а середній дохід на одну сім'ю — 81 341 долар (медіана — 73 750). Медіана доходів становила 46 000 доларів для чоловіків та 48 438 доларів для жінок. За межею бідності перебувало 15,5 % осіб, у тому числі 27,3 % дітей у віці до 18 років та 6,7 % осіб у віці 65 років та старших.
Цивільне працевлаштоване населення становило 83 особи. Основні галузі зайнятості: освіта, охорона здоров'я та соціальна допомога — 28,9 %, сільське господарство, лісництво, риболовля — 19,3 %, роздрібна торгівля — 9,6 %, інформація — 9,6 %.